# Hornungia alpina
Hornungia alpina — вид квіткових рослин з родини капустяних (Brassicaceae). Ареал: Марокко та Європа (Албанія, Австрія, Болгарія, Словаччина, Франція, Німеччина, Італія, Польща, Португалія, Румунія, Іспанія, Швейцарія, Боснія і Герцеговина, Хорватія, Чорногорія, Північна Македонія, Словенія).

## Екологія
Зростає на вологих осипах і скелях, частіше на вапняках, в субальпійському і альпійському поясах.

## Біоморфологічна характеристика
Це трав'яниста багаторічна рослина, прямовисна або висхідна, 3–25 см заввишки, від зірчасто-волосистої до майже голої, з 3-лопатевими або перистороздільними, злегка м'ясистими листками 6–40 × 3–10 мм, зібраними в нижній частині прямого або висхідного стебла, квітки в кінцевих зонтикоподібних 12–42-квіткових китицях. Чашолистки 1–2.5 мм. Пелюстки віночка білі, 2–5 мм. Плід — стручок від ланцетного до овального, голий, 3–6 × 1–2 мм. Насіння ≈ 1.5 × 0.8 мм. Період цвітіння: травень — серпень.